# Індекс ГБТУ
На стадії проєктування та випробувань зразки бронетехніки СРСР як правило носили позначення «Об'єкт» з відповідним числовим індексом. У разі успішного проходження випробувань і прийняття зразка на озброєння, вони отримували військове позначення. Природно, багато моделей так і залишилися на рівні дослідних зразків або навіть тільки в кресленнях.
Індекси надавались ГБТУ (пізніше — ГАБТУ), ця практика продовжилась після розпаду СРСР в Росії та рідше в інших пострадянських країнах.

## Діапазони номерів
Зверніть увагу, що індекси, взагалі кажучи, присвоювалися не в хронологічному порядку. Щобільше, в 1959 році всім КБ, які займаються розробкою БТВТ, були офіційно виділені спеціальні діапазони номерів:
- 1–99[2] — Горьківський автомобільний завод (ГАЗ), тепер Нижній Новгород
- 100–199[3] — Уральський вагонобудівний завод (Уралвагонзавод, завод № 183), Нижній Тагіл
- 200–299 — діапазон для танків Ленінградського Кіровського заводу (ЛКЗ), тепер Санкт-Петербург
- 300–349[3] — Уральський завод транспортного машинобудування (Уралтрансмаш), тепер Єкатеринбург
- 350–399[4] — Мінський тракторний завод, Мінськ
- 400–499 — Харківський завод транспортного машинобудування (ХЗТМ) ім. В. А. Малишева (після війни — завод № 75), Харків
- 501–549[4] — Рубцовський машинобудівний завод, Рубцовськ
- 550–599 — Митищінський машинобудівний завод (ММЗ), Митищі
- 500, 600–649 — Омський завод транспортного машинобудування (завод № 174), Омськ
- 650–699 — Курганський машинобудівний завод (КМЗ), Курган
- 700–799 — Челябінський Кіровський (тракторний) завод (ЧКЗ, ЧТЗ), Челябінськ
- 800–849 — діапазон ЛКЗ для машин ракетних комплексів
- 850–899[2] — Московський автомобільний завод (ЗІС, ЗІЛ), Москва
- 900–999 — Сталінградський (Волгоградський) тракторний завод (СТЗ, ВгТЗ), тепер Волгоград
- 1000–1050 — Кутаїський автомобільний завод, Кутаїсі

## Позначення деяких «об'єктів»
| Заводське позначення | Військовий індекс        | Примітки |
| -------------------- | ------------------------ | --- |
| ГАЗ-49               | БТР-60                   | носив також заводське позначення БТРП — «броньований транспортний засіб плаваючий» |
| ГАЗ-50               | —                        | дослідна колісна бойова машина піхоти з вузлів і агрегатів ГАЗ-49 (БТР-60ПБ), згодом на базі був створений БТР-70 |
| ЗИЛ-153              | —                        | дослідний бронетранспортер |
| К-73                 | —                        | дослідна десантована протитанкова САУ |
| К-75                 | —                        | дослідний гусеничний бронетранспортер, на базі Т-70 |
| К-78                 | —                        | дослідний плаваючий гусеничний бронетранспортер |
| К-90                 | —                        | дослідний легкий плаваючий танк |
| Об'єкт Р-50-1        | —                        | дослідний командирський танк на базі Т-54, КБ заводу № 112 «Червоне Сормово» |
| Об'єкт 003           | Т-64Т                    | дослідна модифікація Т-64 з двигуном від гелікоптера ГТД-3 ТЛ |
| Об'єкт 004           | —                        | дослідний середній танк з ГТД-3ТП, який встановлено продольно |
| Об'єкт 6             | МТ-ЛБ                    | багатоцільовий тягач (транспортер)- легкий броньований |
| Об'єкт 8М-906        | —                        | дослідний ходовий макет бойової машини на повітряній подушці, на базі ПТ-76 |
| Об'єкт 9             | БТС-2                    | броньований тягач, на базі Т-54 |
| Об'єкт 10            | МТ-ЛБу                   | |
| Об'єкт 020           | Т-40                     | |
| Об'єкт 030           | Т-30                     | легкий танк, попередник Т-60 |
| Об'єкт 032           | —                        | безекіпажна робоча машина інженерного роботизованого комплексу Клин-1 з дистанційним, управлінням на базі ІМР-2Д для дій в зонах радіації |
| Об'єкт 033           | —                        | машина управління роботизованого комплексу Клин-1, на базі Т-72А |
| Об'єкт 19            | —                        | дослідна колісно-гусенична бойова машина піхоти |
| виріб 21             | ГТ-Т                     | гусеничний транспортер-тягач |
| Об'єкт 26            | 2С1                      | 122-мм самохідна гаубиця 2С1 «Гвоздика» |
| Об'єкт 27            | —                        | шасі одного з модулів пересувної атомної електростанції ТЕС-3, на базі Т-10 |
| Об'єкт 42            | —                        | важкий транспортний трактор на базі шасі танка Т-34, виготовлений на заводі № 183 |
| Об'єкт 101           | Р-39                     | дослідний плаваючий танк |
| Об'єкт 103           | -                        | проєкт важкого танка берегової оборони (на базі Т-100 з 130-мм морської гарматою Б-13) |
| Об'єкт 105           | СУ-100П                  | 100-мм самохідна артилерійська установка |
| Об'єкт 108           | СУ-152Г                  | |
| Об'єкт 112           | БТР-112                  | |
| Об'єкт 116           | СУ-152П                  | |
| Об'єкт 117           | СПУ-117                  | дослідна самохідна прожекторні установка |
| Об'єкт 118           | ГМЗ-1                    | |
| Об'єкт 118-2         | ГМЗ-2                    | |
| Об'єкт 119           | ЗСУ-37-2                 | ЗСУ-37-2 «Єнісей», також відома як 2А1 |
| Об'єкт 120           | СУ-152 «Таран»           | |
| Об'єкт 123           | 2П24                     | СПУ ЗРК «Круг» |
| Об'єкт 124           | 1С32                     | СНР ЗРК «Круг» |
| Об'єкт 125           | 2П11                     | СПУ дослідного ОТРК 2К10 «Ладога» |
| Об'єкт 126           | 2П12                     | ТЗМ дослідного ОТРК 2К10 «Ладога» |
| Об'єкт 127           | —                        | спеціальна бойова машина (СБМ), призначена для знищення скупчень танків і інших об'єктів противника (існувала в стадії ескізного проєкту) |
| Об'єкт 130           | —                        | проєкт зенітної самохідної установки на базі ЗСУ-37-2 «Єнісей» |
| Об'єкт 135           | Т-34-85                  | Т-34 зразка 1944 року зі 85-мм гарматою ЗІС-С-53 |
| Об'єкт 136           | Т-44                     | |
| Об'єкт 137           | Т-54                     | |
| Об'єкт 137Г          | Т-54А                    | |
| Об'єкт 137ГК         | Т-54АК                   | |
| Об'єкт 137Г2         | Т-54Б                    | |
| Об'єкт 137К          | Т-54К                    | |
| Об'єкт 137КЦ         | Т-54БК                   | |
| Об'єкт 137М          | Т-54М                    | модифікація танка Т-54 |
| Об'єкт 138           | СУ-100                   | |
| Об'єкт 139           | Т-54М                    | дослідний середній танк, не плутати з серійним Т-54М (Об'єкт 137М) |
| Об'єкт 140           | —                        | дослідний середній танк |
| Об'єкт 141           | —                        | дослідний Т-54 озброєний гарматою Д-54, встановлений двоплощинний стабілізатор «Веселка» |
| Об'єкт 150           | ИТ-1                     | ракетний танк, на базі дослідного середнього танка Об'єкт 140 |
| Об'єкт 155           | Т-55                     | |
| Об'єкт 165           | Т-62А                    | |
| Об'єкт 166           | Т-62                     | |
| Об'єкт 166М          | —                        | дослідний танк, оснащений опорними котками меншого діаметра, як у об'єкта 167, і двигуном В-36Ф, потужністю 640 л.с. |
| Об'єкт 166МЛ         | —                        | Об'єкт 166М на який як додаткова зброя встановлювався ПТРК 9К14 «Малютка» |
| Об'єкт 166М6         | Т-62М                    | |
| Об'єкт 166П          | Т-62П                    | дослідні Т-62 з підбоєм для підсилення протирадіаційного захисту |
| Об'єкт 167           | —                        | дослідний середній танк, на базі Т-62, з новою ходовою частиною |
| Об'єкт 167Ж          | —                        | модифікація з гарматою 2А21 |
| Об'єкт 167М          | Т-62Б                    | модифікація з гарматою Д-81 |
| Об'єкт 167Т          | —                        | танк з газотурбінним двигуном ГТД-3Т |
| Об'єкт 167ТУ         | —                        | танк з газотурбінним двигуном ГТД-3ТУ, мав скорочений час пуску в умовах низьких температур |
| Об'єкт 167ТМ         | —                        | на базі серійного танка Т-62 з двигуном ГТД-3ТУ, але з ходовою частиною танка Об'єкт 167 |
| Об'єкт 170           | —                        | дослідний легкий танк, на базі об'єкта 907, з керованою ракетою ПТРК «Омар» |
| Об'єкт 172           | —                        | дослідний основний бойовий танк |
| Об'єкт 172М          | Т-72                     | |
| Об'єкт 172МК         | Т-72К                    | Т-72К «Урал-К» — командирський варіант лінійного танка Т-72 (об.172М), на якому додатково було встановлено короткохвильову радіостанція, навігаційну апаратуру, зарядний пристрій, але зменшений боєкомплект. |
| Об'єкт 172МН         | —                        | дослідний зразок танка Т-72 (об. 172М), на якому була встановлена 130-мм нарізна гармата 2А50 (ЛП-36Е). Проходив випробування в 1972—1974 рр. В середині жовтня 1975 року демонструвався маршалу Гречко А. А. під час його відвідин НДІ в Кубинці. На озброєння не приймався.                                                                       |
| Об'єкт 172МД         | —                        | дослідний зразок танка Т-72 (об. 172М) зі 125-мм гладкоствольною гарматою підвищеного потужності 2А49 (Д-89Т). На озброєння не приймався. |
| Об'єкт 172МП         | —                        | дослідний зразок танка Т-72 (об. 172М) зі 125-мм гладкоствольною гарматою 2А46М. Виготовлений в травні-липні 1977 року з метою проведення приймально-здавальних випробувань системи. За результатами цих випробувань гармата 2А46М була визнана відповідною заданим тактико-технічним вимогам і рекомендована для проведення подальших випробувань. |
| Об'єкт 172-2М        | —                        | дослідний основний бойовий танк Об'єкт 172-2М «Буйвол» |
| Об'єкт 173           | —                        | модифікація об'єкта 172, з використання бойового відділення від Т-64А |
| Об'єкт 175           | —                        | результат робіт, які проводилися в 1970-75 рр. щодо вдосконалення об. 172М. На озброєння не приймався, дослідний зразок не виготовлявся. Окремі напрацювання по машині даної специфікації, як і по об.172-2М були використані в удосконаленні конструкції серійних машин об. 172М (Т-72)                                                            |
| Об'єкт 176           | Т-72А                    | |
| Об'єкт 177           | —                        | дослідна модифікація Т-72 з КУВ з лазерним наведенням «Свір». |
| Об'єкт 179           | —                        | дослідна модифікація Т-72 з СУО «Об» і КУВ «Кобра». |
| Об'єкт 184           | Т-72Б                    | |
| Об'єкт 186           | —                        | дослідна модифікація Т-72, створений в рамках другого етапу ДКР «Удосконалення Т-72А». На танку був встановлений новий 16-и циліндровий Х-подібний дизельний двигун 2В-16, потужністю 1000—1200 к.с. з вентиляторною системою охолодження. |
| Об'єкт 187           | —                        | дослідний основний бойовий танк |
| Об'єкт 188           | Т-90                     | |
| Об'єкт 195           | Т-95                     | дослідний основний бойовий танк |
| Об'єкт 195           | —                        | дослідний легкий плаваючий танк з ГТД-051А, розробки СТЗ |
| Об'єкт 197           | БМР-3М                   | броньована машина розмінування БМР-3М «Вепр» |
| Об'єкт 197А          | БМР-3МА                  | модифікована версія БМР-3М з установкою тралів суцільного тралення, і двигуна В-92С2 |
| Об'єкт 198           | —                        | уніфікована важка гусенична платформа «Армата» |
| Об'єкт 199           | БМПТ                     | |
| Об'єкт 209           | Пингвин                  | антарктичний всюдихід, на базі БТР-50П |
| Об'єкт 210           | —                        | всюдихід на базі БТР-50П для особового складу Північного флоту, (1958) |
| Об'єкт 211           | —                        | БТР-50П з ГТД-350 |
| Об'єкт 211           | Т-50-2                   | проєкт легкого танку ЛКЗ |
| Об'єкт 212           | —                        | проєкт довоєнної штурмової гармати СКБ-4 ЛКЗ на базі КВ |
| Об'єкт 217           | ППГ                      | дослідна танкетка |
| Об'єкт 218           | —                        | проєкт електро-тральщика на базі КВ |
| Об'єкт 218           | Т-80Б                    | |
| Об'єкт 219А          | Т-80А                    | |
| Об'єкт 219АС         | Т-80У-М                  | |
| Об'єкт 219сп1        | Т-80                     | |
| Об'єкт 219Р          | Т-80Б                    | |
| Об'єкт 219РВ         | Т-80БВ                   | |
| Об'єкт 220           | КВ-220                   | дослідний важкий танк, також позначався як Т-220 |
| Об'єкт 222           | КВ-6                     | дослідний важкий танк |
| Об'єкт 223           | КВ-3                     | дослідний важкий танк |
| Об'єкт 225           | КВ-5                     | проєкт надважкого танка |
| Об'єкт 227           | КВ-7                     | дослідна важка самохідно-артилерійська установка |
| Об'єкт 228           | КВ-8                     | вогнеметний важкий танк |
| Об'єкт 229           | КВ-9                     | дослідний артилерійський (штурмовий) важкий танк |
| Об'єкт 232           | КВ-12                    | хімічний танк, серійно не вироблявся |
| Об'єкт 233           | КВ-13 (ІС-1)             | середній танк важкого бронювання КВ-13 (1942), прототип важкого танка ІС-1 (1943) |
| Об'єкт 234           | (ІС-2)                   | прототип важкого танка ІС-1 на шасі КВ-13 з баштою від КВ-9 (1943) |
| Об'єкт 235           | КВ-8С                    | вогнеметний важкий танк |
| Об'єкт 236           | СУ-152 (КВ-14)           | |
| Об'єкт 237           | ІС-1 (ІС-85)             | |
| Об'єкт 238           | КВ-85Г                   | дослідний КВ-1с з 85-мм гарматою С-31 |
| Об'єкт 239           | КВ-85                    | КВ-1с зі зміненим корпусом, баштою від ІС-1 та 85-мм гарматою Д-5Т |
| Об'єкт 240           | ІС-2                     | |
| Об'єкт 241           | ІСУ-152                  | |
| Об'єкт 242           | ІСУ-122                  | |
| Об'єкт 243           | ІСУ-122-1                | ІСУ-122, озброєна довгоствольною гарматою БЛ-9 |
| Об'єкт 244           | -                        | дослідний танк «Об'єкт 237» з 85-мм гарматою Д-5Т-85БМ (1943), дослідний танк зі 122-мм гарматою Д-30 і опорними котками танка «Об'єкт 252» ІС-6 (1944) |
| Об'єкт 245           | ІС-4                     | дослідний танк ІС-1 з 100-мм гарматою Д-10Т і переробленою баштою, не плутати з серійним ІС-4 |
| Об'єкт 246           | ІСУ-152-1 (ІСУ-152БМ)    | ІСУ-152, озброєна довгоствольною гарматою БЛ-8 |
| Об'єкт 247           | ІСУ-152-2                | ІСУ-152, озброєна довгоствольною гарматою БЛ-10 |
| Об'єкт 248           | ІС-5                     | перший проєкт ІС-5, по суті ІС-1 з 100 мм гарматою С-34 і переробленою баштою |
| Об'єкт 249           | ІСУ-122С                 | |
| Об'єкт 250           | ІСУ-130                  | |
| Об'єкт 251           | ІСУ-122-3 (ІСУ-122БМ)    | ІСУ-122, озброєна довгоствольною гарматою С-26-1 |
| Об'єкт 252           | ІС-6                     | |
| Об'єкт 253           | ІС-6                     | |
| Об'єкт 257           | ІС-7                     | варіанти відрізнялися типом силової установки і трансмісії |
| Об'єкт 258           | ІС-7                     | варіанти відрізнялися типом силової установки і трансмісії |
| Об'єкт 259           | ІС-7                     | варіанти відрізнялися типом силової установки і трансмісії |
| Об'єкт 260           | ІС-7                     | варіанти відрізнялися типом силової установки і трансмісії |
| Об'єкт 261           | —                        | проєкт надважкої штурмової гармати на базі ИС-7 |
| Об'єкт 263           | —                        | проєкт надважкої самохідної артилерійської установки на базі ИС-7 |
| Об'єкт 264           | —                        | дослідний Т-10, з прототипом гармати М-62-Т2 (2А17) |
| Об'єкт 264           | —                        | дослідний Т-10, з прототипом гармати М-62-Т2 (2А17) з покращеними балістичними характеристиками |
| Об'єкт 266           | —                        | дослідний важкий танк, на базі Т-10 |
| Об'єкт 267 сп.1      | —                        | Т-10 зі стабілізатором наведення у вертикальній площині |
| Об'єкт 267 сп.2      | —                        | Т-10 з двоплощинним стабілізатором |
| Об'єкт 268           | —                        | дослідна протитанкова САУ, на базі Т-10 |
| Об'єкт 269           | —                        | дослідний Т-10, призначений для відпрацювання прицілу-далекоміра |
| Об'єкт 271           | 2А3 «Конденсатор»        | дослідна самохідна артилерійська установка особливої потужності |
| Об'єкт 272           | Т-10М                    | позначення ЛКЗ |
| Об'єкт 272К          | Т-10МК                   | позначення ЛКЗ |
| Об'єкт 273           | 2Б1 «Ока»                | дослідна самохідна 420-мм мінометна установка |
| Об'єкт 277           | —                        | повинен був замінити танк Т-10 |
| Об'єкт 278           | —                        | аналог об'єкта 277 з газотурбінним двигуном, у металі не будувався |
| Об'єкт 279           | —                        | танк з унікальною ходовою частиною (чотири гусениці) |
| Об'єкт 280           | —                        | дослідна бойова машина реактивної артилерії, на базі ПТ-76 |
| Об'єкт 282           | —                        | дослідний ракетний танк, на базі Т-10 вогнеметний танк |
| Об'єкт 286           | —                        | ракетний танк з керованою ракетою ПТРК «Лотос» |
| Об'єкт 287           | —                        | експериментальний ракетний танк, на базі шасі об'єкта 430 |
| Об'єкт 288           | —                        | експериментальне шасі на базі об'єкта 287 з двома турбінами від гелікоптера ГТД-350Т |
| Об'єкт 289           | —                        | ескізний проєкт танка з ГТСУ |
| Об'єкт 291           | —                        | дослідний танк на базі Т-80У, з новою СКВ, радіопоглинаючим покриттям, новим відвалом для самозакопування, який включено у схему захисту. |
| Об'єкт 292           | —                        | танк Т-80 зі 152-мм нарізною гарматою |
| Об'єкт 299           | —                        | проєкт танка, побудовано зодовий макет |
| Об'єкт 303           | 2С3                      | 152-мм самохідна гаубиця 2С3 «Акация» |
| Об'єкт 305           | 2С4                      | 240-мм самохідний міномет 2С4 «Тюльпан» |
| Об'єкт 306           | МТ-С                     | середній гусеничний багатоцільовий транспортер-тягач |
| Об'єкт 307           | 2С5                      | 152-мм самохідна гаубиця 2С5 «Гиацинт-С» |
| Об'єкт 316           | 2С19                     | Мста-С |
| Об'єкт 318           | ГМЗ-3                    | гусеничний мінний загороджувач ГМЗ-3 |
| Об'єкт 327           | —                        | дослідна 152-мм самохідна гармата |
| Об'єкт 350           | 2С19М1-155               | модернізація самохідної гаубиці «Мста-С», з установкою 155-мм гармати під стандарт NATO |
| Об'єкт 352           | 2С6                      | бойова машина ЗПРК «Тунгуска» |
| Об'єкт 355           | 9А330                    | бойова машина ЗРК «Тор» |
| Об'єкт 401           | АТ-Т                     | важкий арттягач на агрегатах Т-54 |
| Об'єкт 401А          | АТ-ТА                    | арктична модифікація АТ-Т зі збільшеними до 75 см гусеницями і наддувним мотором |
| Об'єкт 402           |                          | модифікація АТ-Т з двигуном В-54 |
| Об'єкт 403           |                          | шасі об'єкта 404 |
| Об'єкт 404           | Харьковчанка             | антарктичний всюдихід на шасі АТ-Т |
| Об'єкт 404С          | Харьковчанка-2           | антарктичний всюдихід на шасі АТ-Т |
| Об'єкт 405           |                          | шасі путепрокладач БАТ |
| Об'єкт 405МУ         |                          | шасі путепрокладач БАТ-М |
| Об'єкт 407           |                          | шасі артилерійської радіолокаційної станції виявлення мінометів «Блискавка» |
| Об'єкт 409           |                          | шасі траншейною машини БТМ |
| Об'єкт 409У          |                          | шасі траншейною машини БТМ-3 |
| Об'єкт 409МУ         |                          | шасі котлован машини МДК-2М |
| Об'єкт 412           | ПТ-54                    | мінний трал для Т-54 |
| Об'єкт 413           | —                        | дослідний трал суцільного тралення |
| Об'єкт 416           | СУ-100М                  | дослідна 100-мм самохідна артилерійська установка, раніше розроблялася як принципово новий танк |
| Об'єкт 421           | МТУ                      | танковий мостоукладальник, на базі Т-54 |
| Об'єкт 429           | —                        | дослідний тягач, на базі шасі Т-64 |
| Об'єкт 429А          | —                        | дослідне шасі для 2С7 |
| Об'єкт 429АМ         | МТ-Т                     | багатоцільовий тягач важкий, на базі шасі Т-64 |
| Об'єкт 430           | —                        | дослідний середній танк, прототип Т-64 |
| Об'єкт 431           | —                        | дослідний танк з керованою ракетною зброєю на базі Т-54 |
| Об'єкт 432           | Т-64                     | |
| Об'єкт 432Т          | Т-64Т                    | дослдіна модифікація з ГТД-3ТЛ |
| Об'єкт 432Р          | Т-64Р                    | модернізована версія з доопрацюванням машини до рівня Т-64А |
| Об'єкт 434           | Т-64А                    | |
| Об'єкт 435           | —                        | дослідний середній танк, на базі Об'єкт 430 |
| Об'єкт 436           | —                        | дослідна модифікація Т-64А з двигуном В-45 |
| Об'єкт 437           | —                        | дослідний Об'єкт 434 з 125-мм гарматою Д-85 і новим сферичним затвором |
| Об'єкт 437А          | Т-64Б1                   | Т-64Б, але без ракетного озброєння |
| Об'єкт 438           | —                        | дослідна модифікація Т-64А з двигуном В-45 і вдосконаленим МТВ |
| Об'єкт 439           | —                        | дослідна модифікація Т-64А з двигуном В-45 і новим МТВ |
| Об'єкт 440           | —                        | дослідний танк Т-54, оснащений ПАЗ |
| Об'єкт 441           | —                        | дослідний танк Т-54, оснащений ПАЗ |
| Об'єкт 442           | —                        | дослідний танк Т-54, оснащені вбудованою термічної димової апаратурою |
| Об'єкт 446           | Т-64АК                   | |
| Об'єкт 446Б          | Т-64БК                   | |
| Об'єкт 447А          | Т-64Б                    | |
| Об'єкт 450           | Т-74                     | проєкт основного бойового танка |
| Об'єкт 476           | Т-64Б                    | дослідний танк на базі Т-64А, з новим двигуном 6ТД, МТВ і баштами |
| Об'єкт 477           | —                        | дослідний танк, по ОКР «Боксер», згодом ОКР «Молот» |
| Об'єкт 478           | —                        | дослідний танк, прототип Т-80УД |
| Об'єкт 478Б          | Т-80УД                   | |
| Об'єкт 478ДУ2        | Т-84                     | |
| Об'єкт 481           | ОТ-54                    | |
| Об'єкт 482           | ТО-55                    | вогнеметний танк |
| Об'єкт 483           | —                        | дослідний вогнеметний танк |
| Об'єкт 485           | —                        | танк Т-54 обладнаний під установку плавзасобів |
| Об'єкт 486           | —                        | дослідний зразок танка Т-54 з ОПВТ |
| Об'єкт 490           | —                        | дослідний танк, по ОКР «Бунтарь» |
| Об'єкт 500           | ЗСУ-57-2                 | зенітна самохідна установка |
| Об'єкт 501           | БРМ-3К                   | Бойова розвідувальна машина «Рись» |
| Об'єкт 510           | —                        | дослідна зенітна самохідна установка обладнана індивідуальними плавзасобами |
| Об'єкт 520           | —                        | дослідна зенітна самохідна установка |
| виріб 521            | —                        | універсальне гусеничне шасі |
| виріб 521М1          | МГШ-521М1                | багатоцільове гусеничне шасі |
| виріб 521С           | МГШ-521М1                | універсальне гусеничне шасі підвищеної вантажопідйомності |
| виріб 522            | МГШ-522                  | машина гусенична пасажирська |
| виріб 523            | СКБМ-523                 | спеціальна краново-бурильна машина |
| виріб 523М           | СКБМ-523М                | спеціальна краново-бурильна машина |
| виріб 528            | ПГБМ-528                 | пересувна гусенична бурова машина |
| виріб 529            | МГГ-529                  | машина гусенична вантажна |
| Об'єкт 530           | —                        | дослідна зенітна самохідна установка |
| виріб 536            | —                        | модернізований гусеничний транспортер-тягач |
| Об'єкт 545           | МАЗ-545                  | сідловий тягач |
| Об'єкт 545А          | МАЗ-545А                 | баластовий тягач |
| Об'єкт 547           | МАЗ-547                  | |
| Об'єкт 560           | —                        | ескізний проєкт спеціальної бойової машини (СБМ) |
| Об'єкт 562           | МТ-СМ                    | середній багатоцільовий транспортер-тягач |
| Об'єкт 563           | ТЗМ-Т                    | транспортно-заряджаюча машина зі складу системи ТОС-1А «Солнцепёк» |
| Об'єкт 564           | БМО-Т                    | важка бойова машина вогнеметників |
| Об'єкт 568           | 1С91                     | СУРН ЗРК «Куб» |
| Об'єкт 569           | 9А38                     | СОУ ЗРК «Куб-М4» |
| Об'єкт 570           | АСУ-76                   | |
| Об'єкт 572           | АСУ-57                   | |
| Об'єкт 575           | ЗСУ-23-4                 | |
| Об'єкт 577           | 9А39                     | ПЗУ ЗРК «Бук» |
| Об'єкт 578           | 2П25                     | СПУ ЗРК «Куб» |
| Об'єкт 579           | 9С470                    | КП ЗРК «Бук» |
| Об'єкт 600           | СУ-122-54                | |
| Об'єкт 601           | —                        | дослідна радіокерована танкова мішень на базі Т-55 |
| Об'єкт 602           | МТУ-20                   | |
| Об'єкт 605           | —                        | дослідний танк Т-54 з системою електроживлення |
| Об'єкт 608           | БРЭМ-1                   | |
| Об'єкт 609           | —                        | дослідний танк Т-55 з посиленим рівнем захисту від проникаючої радіації ядерного вибуху |
| Об'єкт 610           | —                        | дослідна машина управління вогнем артилерії «Буйвол» |
| Об'єкт 611           | —                        | дослідні зразки танків Т-54 обр. 1951 року Т-54А і Т-54Б з підвищеним рівнем захисту від проникаючої радіації ядерного вибуху |
| Об'єкт 612           | —                        | дослідна радіокерована танкова мішень на базі Т-62 |
| Об'єкт 614А          | —                        | дослідний танк Т-54А, на який як додаткова зброя встановлювався ПТРК 9К14 «Малютка» |
| Об'єкт 614Б          | —                        | досвідчений танк Т-54Б, на який як додаткова зброя встановлювався ПТРК 9К14 «Малютка» |
| Об'єкт 614В          | —                        | досвідчений танк Т-55А, на який як додаткова зброя встановлювався ПТРК 9К14 «Малютка» |
| Об'єкт 616           | ИМР-1                    | інженерна машина розгородження |
| Об'єкт 618           | —                        | досвідчена КШМ заводу № 174 в Омську на базі Т-64 |
| Об'єкт 619В          | —                        | дослідна модифікація Т-64 з плавзасобами ПСТ-63А |
| Об'єкт 632           | МТУ-72                   | |
| Об'єкт 634           | ТОС-1                    | |
| Об'єкт 634Б          | БМ-1                     | бойова машина зі складу системи ТОС-1А Солнцепёк |
| Об'єкт 675           | —                        | прототип БМП-2 |
| Об'єкт 640           | —                        | Чорний орел (танк) |
| Об'єкт 659           | —                        | дослідна бойова машина піхоти |
| Об'єкт 680           | —                        | дослідна бойова машина піхоти, на базі БМП-1 |
| Об'єкт 681           | —                        | дослідна бойова машина піхоти, на базі БМП-1 |
| Об'єкт 685           | —                        | дослідний десантований легкий плаваючий танк |
| Об'єкт 688           | БМП-3                    | відрізнялася від БМП баштою і озброєнням |
| Об'єкт 688М          | БМП-3                    | |
| Об'єкт 701           | —                        | важкий танк |
| Об'єкт 701-2         | —                        | дослідний важкий танк з гарматою С-34 |
| Об'єкт 701-5         | —                        | важкий танк з гарматою Д-25Т |
| Об'єкт 701-6         | ІС-4                     | важкий танк |
| Об'єкт 703           | ІС-3                     | |
| Об'єкт 704           | ІСУ-152 зразка 1945 року | дослідна штурмова гармата на базі ІС-3 |
| Об'єкт 705           | -                        | проєкт важкого танка зі 122-мм гарматою БЛ-13 і заднім розташуванням башти |
| Об'єкт 705А          | -                        | проєкт надважкого танка з 152-мм гарматою М-51 і заднім розташуванням башти |
| Об'єкт 706           | -                        | проєкт або ескіз важкого танка |
| Об'єкт 709           | Т-10М                    | Т-10М з більш простою механічною трансмісією |
| Об'єкт 711           | Т-140                    | Т-140 |
| Об'єкт 712           | БМ-24Т                   | гусенична реактивна система залпового вогню |
| Об'єкт 715           | -                        | проєкт самохідної установки зі 152-мм гарматою (можливо іменувалася СУ-152БМ) |
| Об'єкт 718           | -                        | проєкт важкого чотирьох гусеничного танка |
| Об'єкт 726           | -                        | проєкт важкого чотирьох гусеничного танка |
| Об'єкт 728           | ПТ-76                    | Ранній повнорозмірний макет об'єкта 740, виготовлений для дослідження плавучості |
| Об'єкт 730           | Т-10                     | |
| Об'єкт 730А          | Т-10А                    | |
| Об'єкт 730Б          | Т-10Б                    | |
| Об'єкт 732М          | —                        | дослідний танк Т-10М, на який як додаткова зброя встановлювався ПТРК 9К14 «Малютка» |
| Об'єкт 734           | Т-10М                    | позначення ЧТЗ |
| Об'єкт 740           | ПТ-76                    | |
| Об'єкт 747           | —                        | проєкт важкого ракетного танка, на базі Т-10, з ПТРК «Рубін» |
| Об'єкт 750           | БТР-50П                  | |
| Об'єкт 750К          | БТР-50ПУ                 | |
| Об'єкт 750М          | БТР-50ПА                 | |
| Об'єкт 750ПК         | БТР-50ППК                | |
| Об'єкт 757           | —                        | дослідний важкий ракетний танк, на базі ІС-3М |
| Об'єкт 760           | —                        | дослідний ходовий макет бойової машини на повітряній подушці |
| Об'єкт 761           | БРДМ-ВПК                 | проєкт броньованої розвідувально-дозорної машини на повітряній подушці |
| Об'єкт 765           | БМП-1                    | |
| Об'єкт 768           | —                        | дослідна бойова машина піхоти, на базі БМП-1 |
| Об'єкт 769           | —                        | дослідна бойова машина піхоти, на базі БМП-1 |
| Об'єкт 770           | —                        | дослідний важкий танк |
| Об'єкт 772           | —                        | проєкт ракетного танка, на базі шасі Т-64 |
| Об'єкт 775           | —                        | експериментальний ракетний танк |
| Об'єкт 775Т          | —                        | модифікація з ГТД-700 |
| Об'єкт 778           | —                        | проєкт ракетного танка |
| Об'єкт 780           | —                        | експериментальний ракетний танк, на базі Об'єкт 775 |
| Об'єкт 781           | —                        | дослідна бойова машина підтримки танків |
| Об'єкт 782           | —                        | дослідна бойова машина підтримки танків, на базі Т-72Б |
| Об'єкт 785           | —                        | дослідний основний бойовий танк |
| Об'єкт 787           | —                        | дослідна бойова машина підтримки танків |
| Об'єкт 803           | 8У218                    | самохідна пускова установка ОТР 8К11 на базі ІСУ-152К |
| Об'єкт 804           | 2П4                      | самохідна пускова установка ТРК 2К4 «Філін» на базі ІСУ-152К |
| Об'єкт 805           |                          | захищений самохідний маніпулятор для заправки спеціальної БЧ «Генератор-5» бойовими радіоактивними речовинами |
| Об'єкт 815           | —                        | дослідний стартовий агрегат для комплексів ПТ-15, на базі танка Т-10 |
| Об'єкт 820           | —                        | дослідний транспортно-установчий агрегати для комплексів РТ-20, на базі танка Т-10М |
| Об'єкт 821           | —                        | дослідний пускова установка для комплексів РТ-20, на базі танка Т-10М |
| Об'єкт 825           | —                        | дослідне гусеничне шасі для комплексів Темп-2С, Об'єкт 825сп2 на базі шасі Т-10, Об'єкт 825сп3 на базі шасі Т-80 |
| Об'єкт 900           | БТР-50ПУ                 | |
| Об'єкт 904           | —                        | дослідний ходовий макет бойової машини на повітряній подушці |
| Об'єкт 905           | БТР-50ПН                 | |
| Об'єкт 906           | ПТ-85/ПТ-90              | дослідний легкий плаваючий танк |
| Об'єкт 907           | ПТ-76М                   | дослідний легкий плаваючий танк, модернізація ПТ-76 |
| Об'єкт 907           | —                        | проєкт середнього танка |
| Об'єкт 909           | —                        | проєкт командно-штабної машини, на базі об'єкта 906 |
| Об'єкт 911           | —                        | дослідна колісно-гусенична бойова машина піхоти |
| Об'єкт 911Б          | —                        | дослідний легкий плаваючий танк |
| Об'єкт 914           | —                        | дослідна бойова машина піхоти |
| Об'єкт 915           | БМД-1                    | |
| Об'єкт 916           | БМД-2                    | |
| Об'єкт 916К          | БМД-2К                   | |
| Об'єкт 920           | —                        | ракетний танк з керованою ракетою ПТРК «Лотос-М» |
| Об'єкт 924           | 2С2 «Фиалка»             | дослідна десантована самохідна 122-мм гаубиця, на базі шасі БМД-1 і модифікованої артилерійської частини від 2С1 «Гвоздика» |
| Об'єкт 934           | —                        | дослідний десантований легкий плаваючий танк Об'єкт 934 «Суддя» |
| Об'єкт 940           | —                        | дослідна десантована плаваюча командно-штабна машина |
| Об'єкт 952           | 2С25 «Спрут-СД»          | |
| Об'єкт 955           | БТР-МД «Ракушка»         | дослідний десантований бронетранспортер |
| Об'єкт 1015          | —                        | дослідний бронетранспортер |
| Об'єкт 1040          | —                        | плаваюче колісне шасі на базі об'єкта 1015, на ньому планувалося монтувати ПУ ЗРК 9К33 «Оса» (рання назва — «Еліпсоїд») |
| Об'єкт 1200          | —                        | дослідна бойова машина піхоти |